# Bronisław Gostomski

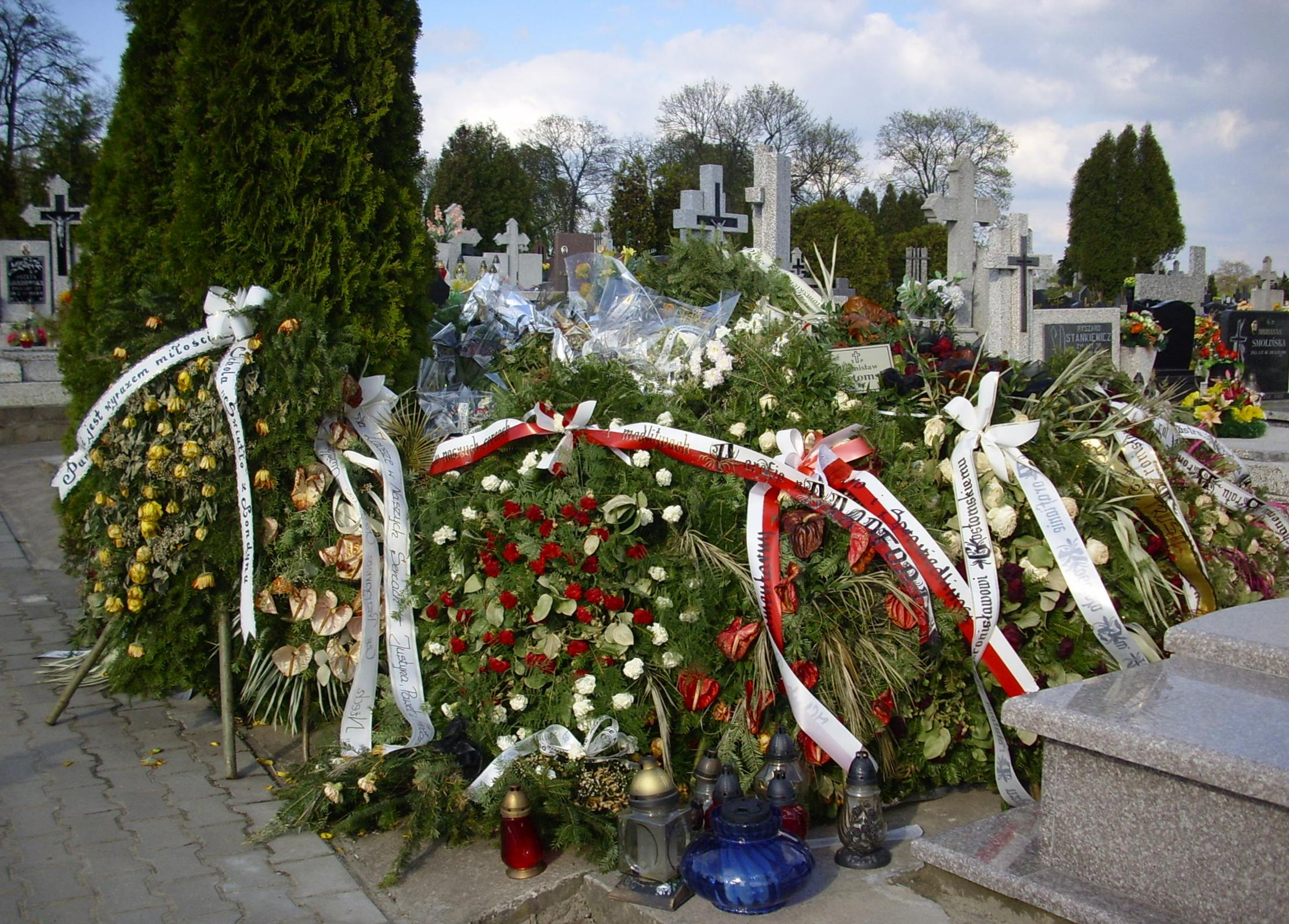
Grób Bronisława Gostomskiego na sierpeckim cmentarzu

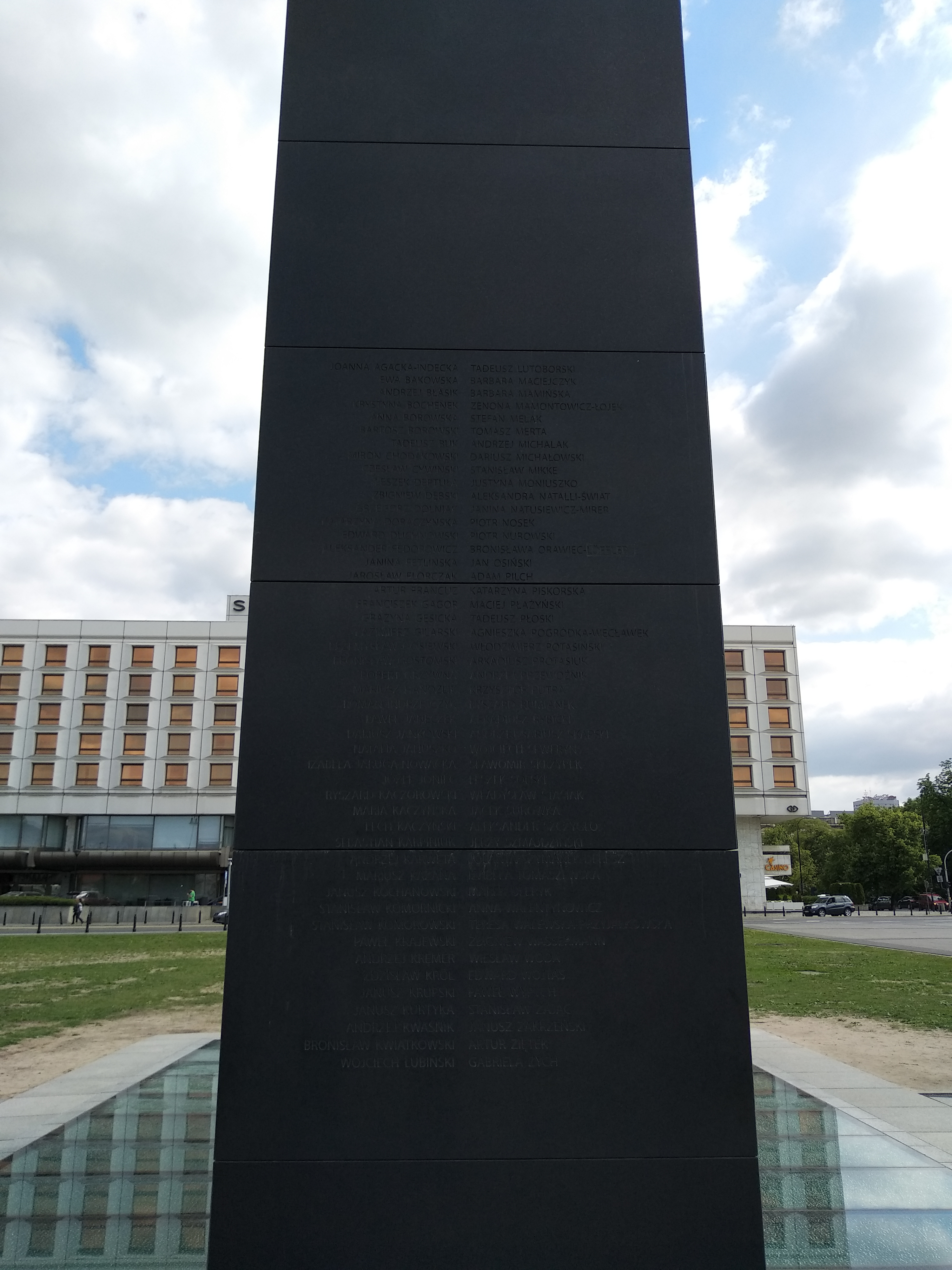
Bronisław Gostomski upamiętniony na Pomniku Ofiar Tragedii Smoleńskiej 2010 roku w Warszawie

Bronisław Gostomski (ur. 9 listopada 1948 w Sierpcu, zm. 10 kwietnia 2010 w Smoleńsku) – polski ksiądz katolicki, od 2003 prałat, kapelan prezydenta Ryszarda Kaczorowskiego i duszpasterz londyńskiego środowiska Rodzin Katyńskich.

## Życiorys
Ukończył liceum ogólnokształcące. Od 1966 kształcił się w Wyższym Seminarium Duchownym w Płocku. Posługę kapłańską pełnił od 18 czerwca 1972, przyjmując święcenia w katedrze w Płocku; następnie pracował jako wikariusz w Wyszogrodzie i w Płocku. Od 1974 do 1979 studiował na Wydziale Nauk Humanistycznych Katolickiego Uniwersytetu Lubelskiego, uzyskując tytuł magistra historii. Od 1979 pracował w Wielkiej Brytanii, posługiwał w parafii NMP Matki Kościoła w londyńskiej dzielnicy Ealing, od 1982 był proboszczem w Peterborough, a następnie od czerwca 1990 w Bradford. W marcu 2003 został mianowany przez papieża Jana Pawła II prałatem jego Świątobliwości, a od września 2003 pracował jako proboszcz parafii św. Andrzeja Boboli w Londynie. Pełnił funkcję kapelana Stowarzyszenia Polskich Kombatantów.
Honorowy kanonik kapituły katedralnej w Płocku. „Człowiek Roku Dziennika Polskiego” w 2007.
Zginął 10 kwietnia 2010 w wyniku katastrofy polskiego Tu-154 w Smoleńsku w drodze na obchody 70. rocznicy zbrodni katyńskiej. Pochowano go 22 kwietnia 2010 na cmentarzu w Sierpcu po nabożeństwie w sierpeckim sanktuarium, któremu przewodniczył biskup diecezji płockiej Piotr Libera.
10 kwietnia 2011 odsłonięto poświęconą mu tablicę pamiątkową w kościele św. Andrzeja Boboli w Londynie.
Pośmiertnie został odznaczony Krzyżem Komandorskim Orderu Odrodzenia Polski.